# Zubari
Zubari (ukr. Зубарі) – wieś na Ukrainie, w obwodzie chmielnickim, w rejonie szepetowskim, w hromadzie Iziasław. W 2023 liczyła 169 mieszkańców.